# Engelbert Kolp
Engelbert Kolp (* 28. Oktober 1840 in Flirsch; † 21. August 1877 in Innsbruck) war ein österreichischer Bildhauer.

## Leben
Der in Flirsch im Stanzer Tal geborene Bauernsohn wuchs nach dem Umzug der Familie in Holzgau im Lechtal auf. Er zeigte eine Begabung fürs Schnitzen und erhielt seine erste Ausbildung beim Lithographen und Zeichner Anton Falger in Elbigenalp. 1860 zog er nach München, wo er zunächst in der Werkstätte von Anselm Sickinger arbeitete und ab November 1863 bei Joseph Knabl und Max von Widnmann an der Königlichen Akademie der Bildenden Künste studierte. 1866 gründete er ein eigenes Atelier in München, in dem er später mehrere Mitarbeiter beschäftigte. Er schuf vorwiegend religiöse Skulpturen im Stil der Spätnazarener für Kirchen in Bayern und Tirol, aber auch darüber hinaus. Zu seinen Schülern gehörten Johann Piger und Josef Ignaz Sattler. Kolp war Mitglied im Verein für Christliche Kunst in München.
Am 18. Oktober 1874 heiratete er in Innsbruck Anna Pembaur, die Schwester des Musikdirektors Josef Pembaur. Der gemeinsame Sohn Paul Vinzenz wurde 1875 geboren und starb 1877 mit eindreiviertel Jahren. Im Herbst 1876 erkrankte Engelbert Kolp schwer und zog sich zur Erholung ins Mittelgebirge bei Innsbruck zurück. Am 21. August 1877 starb er 36-jährig an Tuberkulose.

## Werke

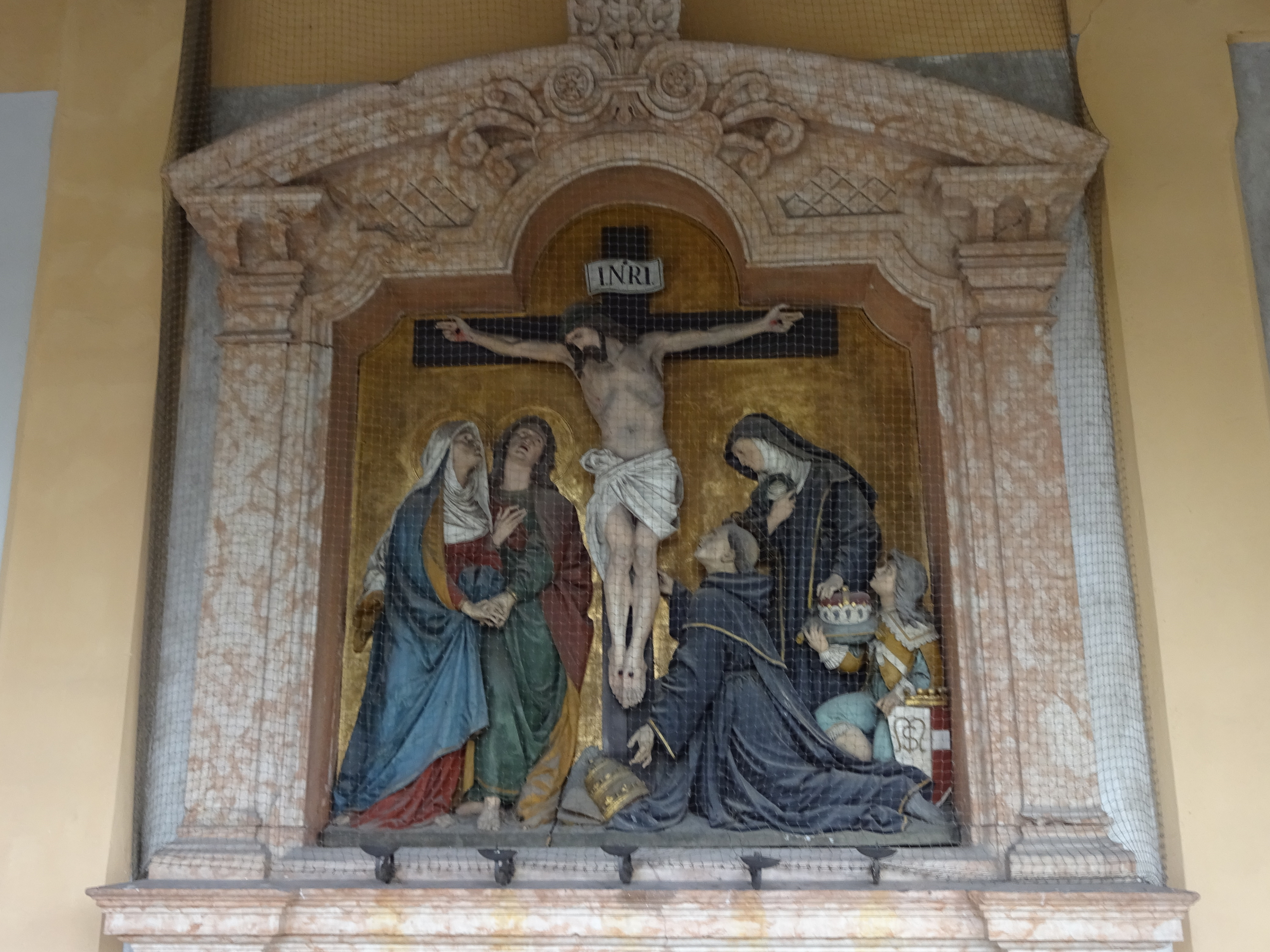
Relief an der Grabstätte der Serviten am städtischen Friedhof Innsbruck (1876)

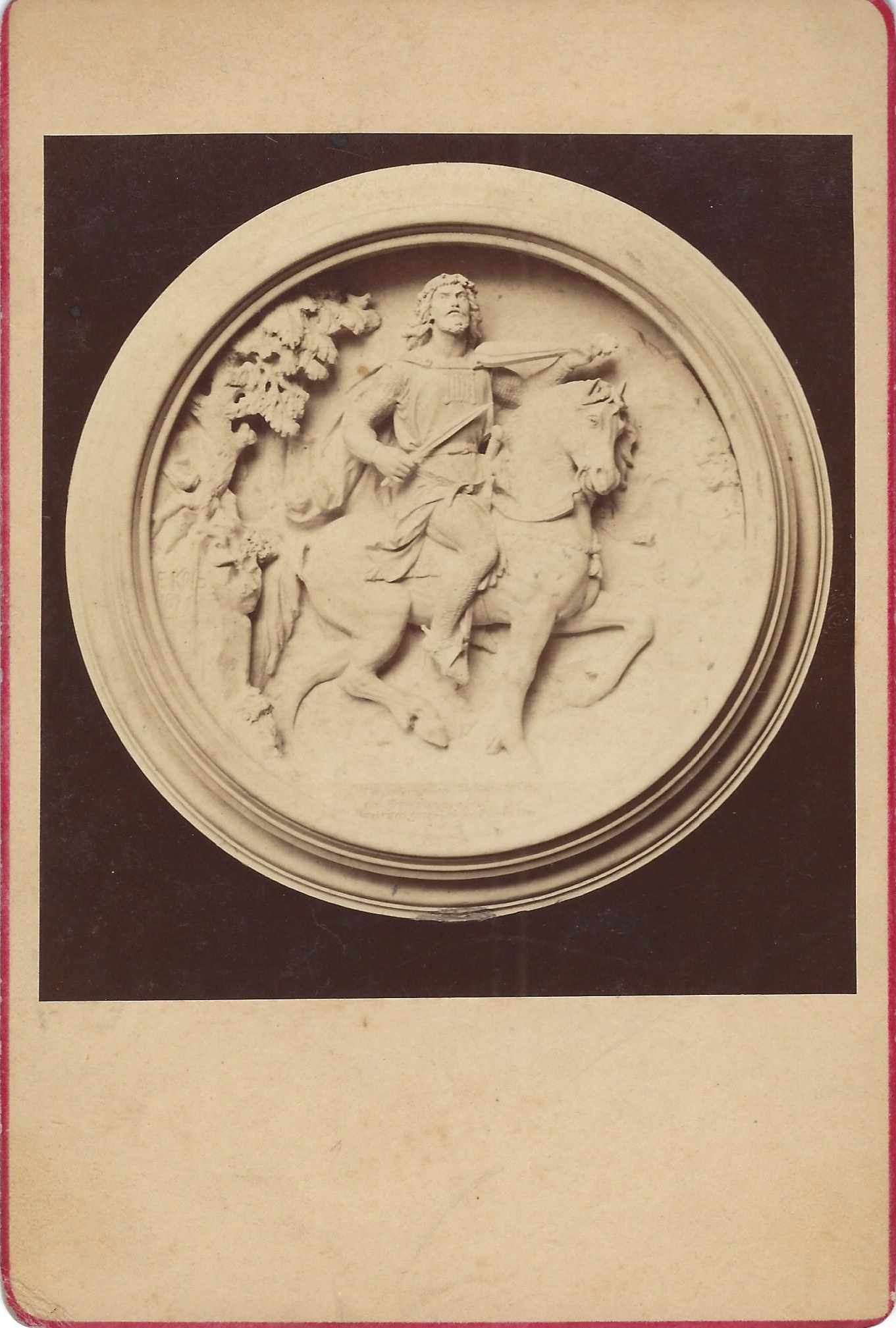
Hochrelief Walther von der Vogelweide (1875)

- Kanzel, Figuren am Hochaltar und am rechten Seitenaltar, Pfarrkirche Holzgau, 1860–1870
- Kreuzigungsgruppe, St. Peter und Paul, Oberbrunn, 1870
- Gruppe Anbetung der Hirten, Birmingham, 1872
- Büste von Matthäus Nagiller, Tiroler Landesmuseum Ferdinandeum, 1873
- Abendmahlgruppe und Reliefs der Sakramente, Corpus-Christi-Altar, Stadtpfarrkirche St. Johann, Erding, 1875
- Relief Walther von der Vogelweide für die Innsbrucker Liedertafel, 1875
- Grabmal von Matthäus Nagiller, städtischer Friedhof, Innsbruck, 1876
- Eichenholzrelief Kreuzigungsgruppe mit hl. Philippus Benizi und Anna Caterina Gonzaga, Grabstätte der Serviten am städtischen Friedhof Innsbruck, 1876[5]
- Kreuzigungsgruppe, Ustersbach